# Povodje (Vodice)
Povodje is een plaats in Slovenië en maakt deel uit van de gemeente Vodice in de NUTS-3-regio Osrednjeslovenska. De plaats telde 19 inwoners op 1 januari 2020.